# Gentiana haynaldii
Gentiana haynaldii är en gentianaväxtart som beskrevs av August Kanitz. Gentiana haynaldii ingår i släktet gentianor, och familjen gentianaväxter. Inga underarter finns listade i Catalogue of Life.